# Richard Gere
Richard Tiffany Gere (født 31. august 1949 i Philadelphia, Pennsylvania, USA) er en amerikansk skuespiller. Efter High School forfulgte han en karriere som skuespiller, det egentlige gennembrud kom med filmen American Gigolo. Han er kendt for en lang række roller bl.a. i film som Pretty Woman, An Officer and a Gentleman, Primal Fear, Shall We Dance?, Chicago og Run Away Bride.
Han var gift med supermodellen Cindy Crawford fra 1991 til 1995.

## Filmografi

### Film
| År   | Titel                                                         | Rolle                         | Noter                   |
| ---- | ------------------------------------------------------------- | ----------------------------- | ----------------------- |
| 1975 | Report to the Commissioner                                    | Billy                         |                         |
| 1976 | Baby Blue Marine                                              | Raider                        |                         |
| 1977 | Looking for Mr. Goodbar                                       | Tony Lopanto                  |                         |
| 1978 | Bloodbrothers                                                 | Thomas Stony De Coco          |                         |
| 1978 | Days of Heaven                                                | Bill                          |                         |
| 1979 | Yanks                                                         | Matt Dyson                    |                         |
| 1980 | American Gigolo                                               | Julian Kaye                   |                         |
| 1982 | An Officer and a Gentleman                                    | Zack Mayo                     |                         |
| 1983 | The Honorary Consul                                           | Dr. Eduardo Plarr             | a.k.a. Beyond the Limit |
| 1983 | Breathless                                                    | Jesse Lujack                  |                         |
| 1984 | The Cotton Club                                               | Dixie Dwyer                   |                         |
| 1985 | King David                                                    | David                         |                         |
| 1986 | No Mercy                                                      | Eddie Jillette                |                         |
| 1986 | Power                                                         | Pete St. John                 |                         |
| 1988 | Miles from Home                                               | Frank Roberts, Jr.            |                         |
| 1990 | Internal Affairs                                              | Dennis Peck                   |                         |
| 1990 | Pretty Woman                                                  | Edward Lewis                  |                         |
| 1991 | Rhapsody in August                                            | Clark                         |                         |
| 1992 | Final Analysis                                                | Dr. Isaac Barr                | også executive producer |
| 1993 | Mr. Jones                                                     | Mr. Jones                     | også executive producer |
| 1993 | Sommersby                                                     | John Robert 'Jack' Sommersby  | også executive producer |
| 1994 | Intersection                                                  | Vincent Eastman               |                         |
| 1995 | First Knight                                                  | Lancelot                      |                         |
| 1996 | Primal Fear                                                   | Martin Vail                   |                         |
| 1997 | Sjakalen                                                      | Declan Joseph Mulqueen        |                         |
| 1997 | Red Corner                                                    | Jack Moore                    |                         |
| 1999 | Runaway Bride                                                 | Homer Eisenhower "Ike" Graham |                         |
| 2000 | Dr. T & the Women                                             | Dr. T                         |                         |
| 2000 | Autumn in New York                                            | Will Keane                    |                         |
| 2002 | The Mothman Prophecies                                        | John Klein                    |                         |
| 2002 | Unfaithful                                                    | Edward Sumner                 |                         |
| 2002 | Chicago                                                       | William "Billy" Flynn         |                         |
| 2004 | Shall We Dance?                                               | John Clark                    |                         |
| 2005 | Bee Season                                                    | Saul Naumann                  |                         |
| 2006 | The Hoax                                                      | Clifford Irving               |                         |
| 2007 | The Hunting Party                                             | Simon                         |                         |
| 2007 | I'm Not There                                                 | Bob Dylan som Billy the Kid   |                         |
| 2007 | The Flock                                                     | Agent Erroll Babbage          |                         |
| 2008 | Nights in Rodanthe                                            | Dr. Paul Flanner              |                         |
| 2009 | Amelia                                                        | George Putnam                 |                         |
| 2009 | Hachi: A Dog's Tale                                           | Parker Wilson                 | Også producer           |
| 2009 | Brooklyn's Finest                                             | Eddie Dugan                   |                         |
| 2011 | The Double                                                    | Paul Shepherdson              |                         |
| 2012 | Arbitrage                                                     | Robert Miller                 |                         |
| 2013 | Movie 43                                                      | Boss                          | Segment "iBabe"         |
| 2014 | Henry & Me                                                    | Henry                         | Stemme                  |
| 2014 | Time Out of Mind                                              | George Hammond                | Også producer           |
| 2015 | The Second Best Exotic Marigold Hotel                         | Guy Chambers                  |                         |
| 2015 | The Benefactor                                                | Franny                        |                         |
| 2016 | Norman: The Moderate Rise and Tragic Fall of a New York Fixer | Norman Oppenheimer            |                         |
| 2017 | The Dinner                                                    | Stan Lohman                   |                         |
| 2017 | Three Christs                                                 | Dr. Alan Stone                |                         |

### Tv
| År   | Titel                       | Rolle                            | Noter                          |
| ---- | --------------------------- | -------------------------------- | ------------------------------ |
| 1975 | Chelsea D.H.O.              | Milo                             | Television film                |
| 1975 | Strike Force                | Officer Walter C. Spenser        | Television film                |
| 1976 | Kojak                       | Geno Papas                       | Episode: "Birthday Party"      |
| 1993 | And the Band Played On      | The Choreographer                | Tv-film                        |
| 2001 | The Simpsons                | Himself (voice)                  | Episode: "She of Little Faith" |
| 2014 | Cosmos: A Spacetime Odyssey | Clair Cameron Patterson (stemme) | Episode: "The Clean Room"      |
| 2019 | MotherFatherSon             | Max Finch                        | 8 episoder                     |

## Hæder
| År   | Nomineret arbejde          | Pris                                                                                    | Resultat  |
| ---- | -------------------------- | --------------------------------------------------------------------------------------- | --------- |
| 1979 | Days of Heaven             | David di Donatello Award for Best Foreign Actor                                         | Vundet    |
| 1983 | An Officer and a Gentleman | Golden Globe Award for Best Actor – Motion Picture Drama                                | Nomineret |
| 1984 | The Honorary Consul        | Nastro d'Argento Award for Best Foreign Actor                                           | Nomineret |
| 1986 | King David                 | Golden Raspberry Award for Worst Actor                                                  | Nomineret |
| 1991 | Pretty Woman               | Golden Globe Award for Best Actor – Motion Picture Musical or Comedy                    | Nomineret |
| 1994 | And the Band Played On     | Primetime Emmy Award for Outstanding Supporting Actor in a Miniseries or a Movie        | Nomineret |
| 1997 | Red Corner                 | National Board of Review Freedom of Expression Award                                    | Vundet    |
| 2000 | Runaway Bride              | Blockbuster Entertainment Award for Favorite Actor – Comedy/Romance                     | Nomineret |
| 2001 | Dr. T & the Women          | Satellite Award for Best Supporting Actor – Motion Picture                              | Nomineret |
| 2001 | Autumn in New York         | Golden Raspberry Award for Worst Screen Combo (delt med Winona Ryder)                   | Nomineret |
| 2003 | Chicago                    | Broadcast Film Critics Association Award for Best Cast                                  | Vundet    |
| 2003 | Chicago                    | Golden Globe Award for Best Actor – Motion Picture Musical or Comedy                    | Vundet    |
| 2003 | Chicago                    | Screen Actors Guild Award for Outstanding Performance by a Cast in a Motion Picture     | Vundet    |
| 2003 | Chicago                    | Phoenix Film Critics Society Award for Best Cast                                        | Nomineret |
| 2003 | Chicago                    | Screen Actors Guild Award for Outstanding Performance by a Male Actor in a Leading Role | Nomineret |
| 2003 | Chicago                    | Teen Choice Award for Choice Movie Villain                                              | Nomineret |
| 2005 | Shall We Dance             | Teen Choice Award for Choice Movie: Dance Scene (med Jennifer Lopez)                    | Nomineret |
| 2007 | The Hoax                   | Satellite Award for Best Actor – Motion Picture                                         | Nomineret |
| 2008 | I'm Not There              | Independent Spirit Robert Altman Award                                                  | Vundet    |
| 2013 | Arbitrage                  | Golden Globe Award for Best Actor – Motion Picture Drama                                | Nomineret |